# Peralta de Alcofea
Peralta de Alcofea es un municipio español de la provincia de Huesca, comunidad autónoma de Aragón. Está encuadrado en la comarca del Somontano de Barbastro.
Tiene un área 116,18 km² con una población de 576 habitantes (INE 2021) y una densidad de 4,96 hab/km². El término municipal ocupa el límite sur de la comarca de Somontano de Barbastro. El Ayuntamiento de Peralta comprende, además de Peralta de Alcofea, los núcleos de El Tormillo (59 habitantes) y Lagunarrota (79 habitantes).

## Historia
El topónimo es de origen árabe, sin tener claro su significado. En la época romana, primera mitad del siglo II antes de Cristo, se denominaba Petra Alta y servía de castro para el aprovisionamiento de los ejércitos romanos en el camino que iba de Monzón a Zaragoza. En consecuencia, abundan los vestigios de esta época. Entre ellos, destacan una presa que medía 180 metros de longitud por 9 metros de altura y las denominadas 'cías' (oquedades), perfectas despensas para almacenamiento de granos, que aún pueden localizarse en el subsuelo de la población actual.
Posteriormente, en 1099, el rey Pedro I hizo donación de la villa a la iglesia de Alquézar; y desde 1179 Peralta de Alcofea formó parte del abadiado de Casbas.
En 1970 Lagunarrota se incorporó al Ayuntamiento de Peralta de Alcofea. Un año más tarde, en 1971, se incorporó el núcleo de El Tormillo.

## Administración y política
| Período         | Alcalde                     | Partido |
| --------------- | --------------------------- | ------- |
| 1979-1983       | Francisco Andrés Aguarón    | UCD     |
| 1983-1987       | Francisco Andrés Aguarón    |         |
| 1987-1991       | Francisco Andrés Aguarón    |         |
| 1991-1995       | Francisco Andrés Aguarón    |         |
| 1995-1999       | Francisco Andrés Aguarón    |         |
| 1999-2003       | Francisco Andrés Aguarón    |         |
| 2003-2007       | Marta Obdulia Gracia Alós   |         |
| 2007-2011       | Marta Obdulia Gracia Alós   |         |
| 2011-2015       | Marta Obdulia Gracia Alós   |         |
| 2015-2019       | Marta Obdulia Gracia Alós   |         |
| 2019-Actualidad | Sergio Gambau Gracia (PSOE) |         |

| Partido político    | Partido político                                   | 2003   | 2007   | 2011   | 2015   | 2019   | 2023   |
| Partido político    | Partido político                                   | Ediles | Ediles | Ediles | Ediles | Ediles | Ediles |
|                     | Partido Popular de Aragón (PP)                     | 4      | 5      | 5      | 4      | 2      | 3      |
|                     | Partido de los Socialistas de Aragón (PSOE-Aragón) | 3      | 2      | 2      | 3      | 5      | 4      |
| Total de concejales | Total de concejales                                | 7      | 7      | 7      | 7      | 7      | 7      |

## Cultura

### Patrimonio
En la actualidad, Peralta de Alcofea conserva las huellas de un activo poblado ibérico y romano, destacando el gran interés que tiene por el hallazgo de una necrópolis en la orilla izquierda del río Alcanadre. Este descubrimiento es de 1975 y en él es curiosa la existencia de objetos hallados como cerámica o mosaico. Por último, en Peralta La Vieja, en el monte donde se encontraba el pueblo ibérico, existe un antiguo reloj de sol, un hueco de piedra cortada que parece la entrada antigua de aquel monte.

### Fiestas
- Peralta de Alcofea celebra sus fiestas mayores en honor a Nuestra Señora de la Asunción, a partir del tercer sábado de agosto.
- El Tormillo celebra sus fiestas mayores en honor a Nuestra Señora de la Asunción, el 15 de agosto.
- Lagunarrota celebra sus fiestas mayores en honor a San Gil Abad, el 1 de septiembre.